# Euophrys poloi
Euophrys poloi là một loài nhện trong họ Salticidae.
Loài này thuộc chi Euophrys. Euophrys poloi được Marek Żabka miêu tả năm 1985.